# Animato (muziek)
Animato is een Italiaanse muziekterm die aangeeft dat een stuk of passage op een levendige manier uitgevoerd dient te worden. De term wordt naar het Nederlands vertaald als levendig, of als bezield. De term heeft zowel betrekking op het tempo als de voordracht, maar is in de praktijk vooral bepalend voor de voordracht en niet zozeer voor het tempo. Een afgeleide term hiervan is animando, wat levendiger worden betekent. Deze aanduiding betreft meer dan animato het tempo van een bepaalde passage, daar het over het algemeen een versnelling van het tempo zal inhouden. De term animandosi (levendig zijn) is in uitvoering nagenoeg gelijk aan animato. Een derde term, con anima (met bezieling), komt ook op hetzelfde neer. 
Het verschil tussen animato en animandosi aan de ene kant en animando aan de andere laat zich vangen in de toevoeging -ando bij animando. De uitgangen -ando en -endo betekenen dat een bepaald effect of bepaalde eigenschap van de muziek (hier: levendigheid) geleidelijk versterkt moet worden. Over welk tijdsbestek dit gebeurt is aan de interpretatie van de uitvoerend muzikant(en) of wordt op een bepaalde manier duidelijk gemaakt door de componist van het betreffende stuk. In het geval van animato en animandosi wordt slechts levendigheid gevraagd en niet een toenemende levendigheid ten opzichte van een voorgaande passage.